# Gabriel Silvera
Gabriel Silvera (Montevideo, 14 de marzo de 1974) es un exfutbolista uruguayo nacionalizado peruano que jugaba como mediocampista.

## Trayectoria
Proveniente del El Tanque Sisley de su país natal, llegó al Perú en 1996 fichado por el Alianza Atlético. Luego pasó por Universitario, Sport Boys y Sporting Cristal. En el 2000 regresó a Sport Boys, equipo con el que logró el subcampeonato del Torneo Apertura de ese año y participó en la Copa Libertadores 2001. En el 2004 llegó al Grau-Estudiantes donde finalizó su carrera.
Actualmente tiene 3 hijos, Gabriel Silvera (2000), Ariel Silvera (2003), Gael Silvera (2012)

## Clubes
| Club             | País      | Año       |
| ---------------- | --------- | --------- |
| Nacional         | Uruguay   | 1991      |
| El Tanque Sisley | Uruguay   | 1992-1995 |
| Alianza Atlético | Perú      | 1996      |
| Universitario    | Perú      | 1997      |
| Sport Boys       | Perú      | 1998      |
| Sporting Cristal | Perú      | 1999      |
| Sport Boys       | Perú      | 2000-2002 |
| Talleres (RE)    | Argentina | 2002-2003 |
| Grau Estudiantes | Perú      | 2004      |